# Coppa dell'Associazione calcistica degli Emirati Arabi Uniti 2000-2001
La  UAE FA Cup 2000-2001 è stata vinta dall'Al-Wahda in finale contro l'Al Shabab.

## Semifinali
|  | Al-Shaab | 0 – 2 | Al-Wahda |  |

|  | Shabab Al-Ahli | 3 – 4 | Al-Shabab |  |

## Finale
| Dubai 13 ottobre 2001, ore 19:35                                                           | Al-Shabab | 1 – 3                                    | Al-Wahda |  |
| \| \| \| \| \| Bakhit Saad 84’ \| Marcatori \| 69’ Dairy 78’ Yaser Salem 93’ Adel Matar \| |           |                                          |          |  |
|                                                                                            |           |                                          |          |  |
| Bakhit Saad 84’                                                                            | Marcatori | 69’ Dairy 78’ Yaser Salem 93’ Adel Matar |          |  |